# Bracon pascuensis
Bracon pascuensis är en stekelart som beskrevs av Roy D. Shenefelt 1944. Bracon pascuensis ingår i släktet Bracon och familjen bracksteklar. Inga underarter finns listade.